# John Van Antwerp Fine Jr.
John Van Antwerp Fine Jr. (1939) é um historiador e autor norte-americano. É professor de história dos Bálcãs e bizantina na Universidade de Michigan e escreveu vários livros sobre o assunto.

## Vida e carreira
Nasceu em 1939 e cresceu em Princeton, Nova Jérsei. Seu pai, John Van Antwerp Fine Sr. (1903–87), foi Professor de História Grega no Departamento de Estudos Clássicos da Universidade de Princeton. Sua mãe, Elizabeth Bunting Fine, também era classicista e ensinava latim e grego na Miss Fine’s School.
O medievalista Paul Stephenson, professor da Escola de História e Patrimônio da Universidade de Lincoln e membro da Royal Historical Society, expressou grande consideração pelo trabalho de Fine e o comparou com nomes como Paul M. Barford, Simon Franklin, Jonathan Shepard.
Em 2006, Fine publicou um estudo sobre noções de etnia na Croácia do período medieval ao século XIX intitulado When Ethnicity Did Not Matter in the Balkans. Em 2008, Emily Greble Balić, deu uma crítica positiva afirmando que "um dos grandes pontos fortes do livro é a análise de Fine da identidade 'étnica' pré-moderna". Em 2009, John K. Cox, da North Dakota State University, avaliou a obra positivamente, observando alguns pontos de crítica. A resenha de James P. Krokar também foi positiva, afirmando que o livro é um acréscimo "extremamente importante" para a "história eslava do sul e para o debate sobre a modernidade da nação". No mesmo ano, Neven Budak, da Universidade de Zagreb, fez uma revisão mista, observando alguns aspectos positivos e negativos. Do lado negativo, Budak o criticou alegando "preconceitos ideológicos" e "conclusões preconcebidas". Alegou que "o autor não se preparou metodologicamente, nem se familiarizou com obras relevantes de autores não croatas", que a abordagem de Fine ao tema "contrária às intenções declaradas; é tradicionalista em seu método, superficial e pouco confiável", alegando "atitude" inadequada "em relação aos croatas".